# Hand in Hand
Hand in Hand består av en samling, av varandra oberoende organisationer, vars gemensamma mål är att skapa 10 miljoner jobb bland jordens fattigaste. 2015 bedriver följande organisationer verksamhet i Hand in Hands namn:
Hand in Hand International: Baserat i London bedriver Hand in Hand International insamlingsverksamhet med målet att kanalisera de insamlade medlen till de, i verksamhetsländerna aktiva, Hand in Handorganisationerna.
Hand in Hand Sweden: Från Stockholm bedriver Hand in Hand Sweden insamlingsverksamhet i Sverige.
Hand in Hand India: En indisk stiftelse som startade i delstaten Tamil Nadu i sydöstra Indien. Organisationen bygger på en verksamhet, som påbörjades i mitten av 1990-talet av Gunnel Blomqvist, Olle Blomqvist och Birgitta Jacobson i Tamil Nadu, med inriktning mot barn, utbildning och hälsa. Sedan 2006 är Hand in Hand India också engagerad i andra delstater i Indien (Karnataka, Madhya Pradesh, Maharashtra, Rajasthan & Orissa) Hand in Hand India har även expanderat utanför Indiens gränser och bedriver försöksverksamheter i Myanmar/Burma och Kambodja.
Hand in Hand Southern Africa: Verksamhet i Sydafrika och Zimbabwe.
Hand in Hand Eastern Africa: Verksamhet i Kenya och genom partnerskap med CARE International i Rwanda.
Hand in Hand Afghanistan. 
Målet att skapa eller vidareutveckla 10 miljoner jobb vill man nå genom att erbjuda affärsträning och utbildning i mindre självhjälpsgrupper som i regel består av 15–20 medlemmar. Organisationerna riktar sig i synnerhet till kvinnor men i Afghanistan och Afrika är män inkluderade i modellen.
Hand in Hand India arbetar med fattigdomsbekämpning med ett helhetsperspektiv och har fem fokusområden:
1. Stödja kvinnor genom affärsträning och utbildning i självhjälpsgrupper. Hand in Hand India ger genom utbildningen kvinnor förutsättningar att starta affärsverksamheter. Kvinnorna kan även få hjälp med finansieringen av verksamheten genom mikrolån. Lån ges enbart för utveckling av affärsverksamheten och till kvinnor som deltagit i utbildningen.
2. Motarbeta barnarbete och stödja barns utbildning. Hand in Hand arbetar mot barnarbete och driver övergångsskolor för barn som arbetat eller hoppat av skolan. En långsiktigt hållbar lösning på barnarbetsproblematiken finns enligt organisationens modell i ökade inkomster för barnens föräldrar. Tack vare ökade inkomster från affärsverksamheter kan föräldrarna betala för barnens utbildning.
3. Stödja kvinnor genom självhjälpsgrupper och mikrofinansiering – Hand in Hand ger kvinnor förutsättningar att starta företag i självhjälpsgrupper och med hjälp av mikrofinansiering. I slutet av 2007 har man organiserat och tränat 272 000 kvinnor. De har startat eller utökat 106 000 småföretag
4. Stödja demokrati på gräsrotsnivå. Hand in Hand utvecklar IT och demokraticenter där byns invånare får möjlighet att använda internet, läsa tidningar, få hjälp att kommunicera med myndigheter, få läxhjälp, etc. Varje center drivs av en kvinna som genomgått Hand in Hands utbildning i en självhjälpsgrupp. I mars 2015 var 3 373 center verksamma.
5. Förbättra hälsovården. Hand in Hand bedriver uppsökande basal hälsovård samt förebyggande hälsovård med informationsarbete kring HIV/Aids, tuberkulos, malaria, etc.
6. Miljövård. Hand in Hand arbetar med miljöprojekt som syftar till att stärka fattiga byars arbete med att ta vara på sina resurser, till exempel hållbar avfallshantering och vattenprojekt.

De övriga Hand in Handorganisationerna fokuserar sina insatser på jobbskapande genom utbildning och träning.
I mars 2015 hade Hand in Hands insatser resulterat i drygt 1,9 miljoner skapade eller vidareutvecklade jobb. 240 000 barn hade tagits ur arbete och återgått till skolgång. 
Percy Barnevik har i stor utsträckning engagerat sig i uppbyggnaden och inriktningen av organisationen liksom finansieringen, vilket han beskrivit i sin självbiografi Jag vill förändra världen  (2011).